# Stanisław Kądziela
Stanisław Kądziela (ur. 20 kwietnia 1949 w Biskupnicy, zm. 29 lipca 2002 w Gdańsku) – polski samorządowiec, ekonomista i urzędnik państwowy, w latach 1989–1990 przewodniczący Prezydium Wojewódzkiej Rady Narodowej w Słupsku, w latach 1999–2002 starosta słupski.

## Życiorys
Syn Piotra i Heleny pochodzących ze wsi Bojewo, urodził się jako szóste z siedmiorga dzieci w rodzinie rolniczej. W 1968 roku ukończył Technikum Ekonomiczne w Chojnicach, a później studia ekonomiczne na Uniwersytecie Szczecińskim. Kształcił się podyplomowo w zakresie socjologii wsi na Uniwersytecie Mikołaja Kopernika w Toruniu, rachunkowości na Uniwersytecie Szczecińskim i finansów samorządowych na Uniwersytecie Wrocławskim. Początkowo pracował jako księgowy w Państwowym Ośrodku Maszynowym w Człuchowie, w 1982 przeniósł się do Słupska. Był prezesem powiatowym Ochotniczej Straży Pożarnej, a także założycielem słupskiego oddziału Ludowego Towarzystwa Naukowo-Kulturalnego.
W 1969 wstąpił do Zjednoczonego Stronnictwa Ludowego, od 1989 był wiceprzewodniczącym ZSL w Województwie słupskim. Kierował też wojewódzkimi strukturami Związku Młodzieży Wiejskiej. Zasiadał w Wojewódzkiej Radzie Narodowej w Słupsku, pełnił funkcję ostatniego przewodniczącego jej prezydium w latach 1989–1990. Po 1989 członek Polskiego Stronnictwa Ludowego, został skarbnikiem Naczelnego Komitetu Wykonawczego PSL oraz prezesem partii w województwie i powiecie słupskim. W latach 1990–1993 kierował Urzędem Rejonowym w Słupsku, następnie przez pięć lat był zastępcą prezesa Regionalnej Izby Obrachunkowej w Koszalinie. Od 1 stycznia 1999 do śmierci zajmował stanowisko pierwszego starosty słupskiego. Kandydował także do parlamentu, m.in. w 1997 (jako lider okręgowej listy PSL do Sejmu) i 2001.

## Życie prywatne
Od 1970 żonaty z Krystyną, miał dwóch synów. Zmarł wskutek komplikacji związanych z tętniakiem mózgu w szpitalu w Gdańsku. Pochowano go na Starym Cmentarzu w Słupsku.

## Odznaczenia i wyróżnienia
Odznaczony m.in. Krzyż Kawalerski Orderu Odrodzenia Polski (1999) i Medalem „Za Zasługi dla Ruchu Ludowego” im. Wincentego Witosa. Jego imieniem nazwano ulicę w Kobylnicy i rondo w Słupsku.